# Basal (Ungarn)
Basal ist eine ungarische Gemeinde im Kreis Szigetvár im Komitat Baranya.

## Geografische Lage
Basal liegt dreieinhalb Kilometer nordwestlich des Zentrums der Kreisstadt Szigetvár. Nachbargemeinden sind Csertő, Patapoklosi und Somogyapáti.

## Geschichte
Basal wurde 1217 erstmals urkundlich erwähnt. Im Jahr 1907 gab es in der damaligen Kleingemeinde 53 Häuser und 245 Einwohner auf einer Fläche von 706 Katastraljochen.

## Sehenswürdigkeiten
- Gedenkstele zum 800-jährigen Bestehen des Ortes, errichtet 2017
- Reformierte Kirche, erbaut 1858

## Verkehr
Basal ist nur über die Nebenstraße Nr. 66123 zu erreichen. Es bestehen Busverbindungen nach Somogyapáti und Szigetvár, wo sich der nächstgelegene Bahnhof befindet.